# Foyer (aérodynamique)
Pour les articles homonymes, voir Foyer.
En aérodynamique, le foyer d'un aérodyne est le point d'application des variations de la portance. La position du foyer par rapport au plan de référence est déterminée par le constructeur et indiquée dans le manuel de vol. La connaissance de la position du foyer est importante pour la détermination du centrage de l’avion :
- si le centre de gravité est à l’arrière du foyer, l’avion est instable : une action sur la gouverne de profondeur est amplifiée et l’avion ne revient pas à son inclinaison initiale. L’avion est alors impossible à piloter. En pratique, le manuel de vol définit une limite arrière de centrage correspondant à la position du foyer plus une marge définie par le constructeur.
- si le centre de gravité est à l’avant du foyer, l’avion est stable. Plus le centre de gravité est éloigné du foyer, moins la gouverne de profondeur a d’effet. Au-delà d’un certain point nommé limite avant de centrage, l’avion devient impossible à piloter.

Avant de prendre le vol, le commandant de bord doit s’assurer que le centre de gravité, dépendant de la masse et de la position du chargement, est situé entre les limites avant et arrière de centrage.